# Kenneth Mars
Kenneth Mars (Chicago, Illinois, 4 de abril de 1935-Granada Hills, Los Ángeles, California, 12 de febrero de 2011) fue un actor estadounidense de cine, televisión y doblaje.
Es ampliamente recordado por sus personajes en varios filmes de Mel Brooks: el loco dramaturgo nazi Franz Liebkind en 1968 con The Producers, y el implacable inspector de policía Hans Wilhelm Fredrich Kemp en la película cómica Young Frankenstein, de 1974.

## Biografía
Mars apareció en varias temporadas de Malcolm in the Middle como Otto, un jefe alemán  bien intencionado pero voluble ante el ingenio de Francis. Mars era igualmente conocido como la voz del rey Tritón en La sirenita y su secuela, la serie de televisión y la serie Kingdom Hearts. Mars también hizo varios doblajes de personajes en el cine como el abuelo Littlefoot en y la voz del rey Colbert (el padre del príncipe de Cornelius) en Pulgarcita. También tuvo un papel relevante como el alocado y amanerado Simon Hugh junto a Barbra Streisand y Ryan O'Neal en ¿Qué me pasa, doctor?.
Murió de cáncer de páncreas el 12 de febrero de 2011, a los 75 años.

## Trabajos
Actor (205 titles)
2023 The Gran Turismo 
2008 The Land Before Time (TV series) 
Grandpa Longneck
– Return to Hanging Rock (2008) … Grandpa Longneck (voz)
2007 Kingdom Hearts II: Final Mix+ (Video Game) 
King Triton (voz: versión inglesa)
2007 Hannah Montana (TV series) 
Gunther
– Schooly Bully (2007) … Gunther
2006 En busca del valle encantado 12: El gran día de los voladores (video) 
Grandpa/Parasaurlophus (voz)
2005 Kingdom Hearts II (Video Game) 
King Triton (voz: versión inglesa)
2005 En busca del valle encantado 11: La invasión de los Diminosaurios (video) 
Grandpa Longneck (voz)
2004 Oliver Beene (TV series) 
Carl the Super
– Episodio "Fallout" (2004) … Carl the Super
2002-2004 Malcolm in the Middle (TV series) 
Otto Mannkusser / Otto
– Dewey's Special Class (2004) … Otto Mannkusser
– Malcolm Visits College (2004) … Otto Mannkusser
– Malcolm Dates a Family (2004) … Otto Mannkusser
– Ida's Boyfriend (2004) … Otto Mannkusser
– Hot Tub (2004) … Otto Mannkusser
See all 27 episodes »
2003 En busca del valle encantado 10: El viaje de los cuellilargos (video) 
Grandpa (voz)
2003 Freelancer (Video Game) (voz) 
2002 En busca del valle encantado 9: Travesía a los océanos (video) 
Grandpa Longneck (voz)
2002 Teddy Bears' Pícnic 
Gene Molinari
2002 Kingdom Hearts (Video Game) 
King Triton (voz) (acreditado como Ken Mars)
2002 Soldier of Fortune II: Double Helix (Video Game) 
Voces adicionales 
2001 En busca del valle encantado 8: La gran helada (video) 
Grandpa/Lambeosaurus (voz)
2001 Will y Grace (TV series) 
Tío Sid
– Episodio "Moveable Feast" (2001) … Tío Sid
2001 The Legend of Tarzan (TV series) 
Old Gorilla
– Tarzan and the Challenger (2001) … Old Gorilla (voz)
2001 Becker (TV series) 
Melvin / Melvin Golar
– Trials and Defibrillations (2001) … Melvin Golar
– Sue You (2001) … Melvin
– Small Wonder (2001) … Melvin
2001 Dame un respiro (TV series) 
Horst
– Fanny Finch (2001) … Horst
2001 En busca del valle encantado 7: La misteriosa Piedra de Fuego (video) 
Grandpa (voz)
2000 Cómo casarse con una billonaria (TV movie) 
Buzz
2000 Nash Bridges (TV series) 
Ronald Bishop
– End Game (2000) … Ronald Bishop
2000 The Angry Beavers (TV series) 
Luc
– Fat Chance!/Dag in the Mirror (2000) … Luc (voz)
2000 La sirenita 2: Regreso al mar (video) 
King Triton (voz)
1999-2000 Pretender (TV series) 
Benny
– Cold Dick (2000) … Benny
– Unsinkable (1999) … Benny
2000 El virus perdido (TV movie) 
Dr. Arnold Bowman
1999 Médicos de Los Ángeles (TV series) 
– Every Picture Tells a Story (1999)
1999 Giggles (video) 
Triton (voz)
1998 En busca del valle encantado 6: El secreto de la Roca del Saurio (video) 
Grandpa (voz)
1998 Godzilla: The Series (TV series) 
– Leviathan (1998) (voz)
1998 Maggie (TV series) 
Dad #2
– If You Could See What I Hear (1998) … Dad #2
1997-1998 Life with Louie (TV series) 
– Do It or Donut (1998) (voz)
– Close Encounters of the Louie Kind (1997) (voz)
– The Thank You Note (1997) (voz)
– The Good, the Bad & the Glenns (1997) (voz)
1997 En busca del valle encantado 5: La isla misteriosa (video) 
Grandpa (voz)
1997 Fallout: A Post-Nuclear Role-Playing Game (Video Game) 
Supervisor (voz) (acreditado como Ken Mars)
1997 Loca academia de policía: La serie (TV series) 
Dr. Quackenbush
– Les Is More … Dr. Quackenbush
1997 You Wish (TV series) 
Santa Claus
– Gift of the Travi … Santa Claus
1997 La cruda realidad (TV series) 
Judge
– The Source (1997) … Judge
1996-1997 Una chica explosiva (TV series) 
Juez / Kommandant
– Stalag 16 (1997) … Kommandant
– Community Property (1996) … Juez
1997 The Drew Carey Show (TV series) 
Mr. Tinsley
– Hello/Goodbye (1997) … Mr. Tinsley
1996 Lois y Clark: las nuevas aventuras de Superman (TV series) 
Grant Gendell
– Bob and Carol and Lois and Clark (1996) … Grant Gendell
1996 Boston Common (TV series) 
Payaso
– A Triage Grows in Boston (1996) … Payaso
1996 En busca del valle encantado 4: Viaje a la Tierra de las Brumas (video) 
Grandpa (voz)
1996 Cinco en familia (TV series) 
Earl Garraty
– Personal Demons (1996) … Earl Garraty
1996 Jungle Cubs (TV series) 
Water Buffalo
– Buffaloed/Haiti Meets His Match (1996) … Water Buffalo (voz)
1996 The Real Adventures of Jonny Quest (TV series) 
Faust / Police Captain
– episodio "The Alchemist" (1996) … Faust/Capitán de policía (voz)
1996 Bruno the Kid (TV series) 
Voces adicionales
1996 Bruno the Kid: The Animated Movie (video) 
Profesor Von Trapp (voz)
1996 Citizen Ruth 
Dr. Charlie Rollins
1995 Vivir con Mr. Cooper (TV series) 
Mr. Hucklebuck
– Christmas '95 (1995) … Mr. Hucklebuck
1995 En busca del valle encantado 3: La fuente de la vida (video) 
Grandpa (voz)
1995 Freakazoid! (TV series) 
Dr. Gunther Hunterhanker
– Candle Jack/Toby Danger in Doomsday Bet/The Lobe (1995) … Dr. Gunther Hunterhanker (voz)
1994-1995 Batman (TV series) 
M2 / Richard
– The Lion and the Unicorn (1995) … M2 (voz)
– Sideshow (1994) … Richard (voz)
1995 Hechizo en la ruta maya 
Mago
1995 Diagnóstico asesinato (TV series) 
Wallace Carstairs
– How to Murder Your Lawyer (1995) … Wallace Carstairs
1993-1995 The Pink Panther (TV series) 
Commissioner
– Digging for Dollars/Pinknocchio (1995) … Commissioner (voz)
– Stool Parrot/Pinky and Slusho (1994) … Commissioner (voz)
– Pilgrim Panther/That Old Pink Magic (1993) (voz)
1994 En busca del valle encantado 2: Aventuras en el gran valle (video) 
Grandpa (voz)
1992-1994 The Little Mermaid (TV series) 
Triton / King Triton / Dr. Vile
– A Little Evil (1994) … King Triton (voz)
– The Beast Within (1994) … King Triton (voz)
– Heroes (1994) … King Triton (voz)
– Episode #3.5 (1994) … King Triton (voz)
– Island of Fear (1994) … King Triton (voz) / Dr. Vile (voz)
See all 26 episodes »
1994 Francis el detectigato 
Pretorius (voz: versión inglesa) (no acreditado)
1994 Mighty Max (TV series) 
Profesor Zygote
– Zygote Music (1994) … Profesor Zygote (voz)
– Zygote's Rhythm (1994) … Profesor Zygote (voz)
1994 M.A.N.T.I.S. (TV series) 
Medical Examiner Reese
– First Steps (1994) … Medical Examiner Reese (acreditado como Ken Mars)
1994 La ley de Los Ángeles (TV series) 
Juez Zimring
– Tunnel of Love (1994) … Juez Zimring
1994 Duckman (TV series) 
– A Civil War (1994) (voz)
1994 Tom (TV series) 
Don
– Mike's Excellent Adventure (1994) … Don
– Daddyshack (1994)
1994 Pulgarcita 
Rey Colbert (voz)
1994 Star Trek: Espacio profundo 9 (TV series) 
Colyus
– Shadowplay (1994) … Colyus
1993 Rex: Un dinosaurio en Nueva York
Profesor Screweyes (voz)
1993 Animaniacs (TV series) 
Beethoven
– Roll Over, Beethoven/The Cat and the Fiddle (1993) … Beethoven (voz)
1993 Basic Values: Sex, Shock & Censorship in the 90's (TV movie) 
Reverendo Pete
1991-1993 Los piratas de las aguas tenebrosas (TV series) 
Voces adicionales
– The Living Treasure (1993) … Additional Voices (voz)
– The Soul Stealer (1993) … Additional Voices (voz)
– Sister of the Sword (1993) … Additional Voices (voz)
– The Pandawa Plague (1993) … Additional Voices (voz)
– The Game Players of Undaar (1992) … Additional Voices (voice)
See all 9 episodes »
1993 Rugrats: Aventuras en pañales (TV series) 
Candy Bar / Policeman / Toothbrush
– Tooth or Dare/Party Animals (1993) … Toothbrush/Candy Bar/Policeman (voz) (acreditado como Ken Mars)
1993 Bonkers (TV series) 
Sourpuss Clown
– The Toon That Ate Hollywood (1993) … Sourpuss Clown (voz)
1990-1993 Tom & Jerry Kids Show (TV series) 
– Penthouse Mouse/Twelve Angry Sheep/The Ant Attack (1993)
– Flippin' Fido/Dakota Droopy & the Lost Dutch Boy Mine/Dog Daze Afternoon (1990) (voz)
1992 Guerra de parejas (TV series) 
– The Triumph of DeVille (1992)
– Drone of Arc (1992)
1992 Las aventuras de Fievel en el Oeste (TV series) 
Sweet William
– Bell the Cats (1992) … Sweet William (voice)
– Mail Order Mayhem (1992) … Sweet William (voice)
– Babysitting Blues (1992) … Sweet William (voice)
– Little Mouse on the Prairie (1992) … Sweet William (voice)
– Law & Disorder (1992) … Sweet William (voice)
See all 6 episodes »
1992 El capitán Planeta y los planetarios (TV series) 
Moisha Lowkowitz
– If It's Doomsday, This Must Be Belfast (1992) … Moisha Lowkowitz (voz) (acreditado como Ken Mars)
1992 Un mundo diferente (TV series) 
Ridley
– Honeymoon in L.A.: Part 2 (1992) … Ridley
1991 Sombras y niebla 
Mago
1991 El pato Darkwing (TV series) 
Tuskerninni
– A Duck by Any Other Name (1991) … Tuskerninni (voz) (acreditado como Ken Mars)
– Adopt-a-Con (1991) … Tuskerninni (voz) (acreditado como Ken Mars)
– Slaves to Fashion (1991) … Tuskerninni (voz)
– Hush, Hush, Sweet Charlatan (1991) … Tuskerninni (voz) (acreditado como Ken Mars)
– Film Flam (1991) … Tuskerninni (voz) (acreditado como Ken Mars)
1991 Bobby's World (TV series) 
– Clubhouse Bobby (1991) (voz / acreditado como Ken Mars)
1991 Mimi & Me (TV movie) 
Tío Al
1990-1991 Aventureros del aire (TV series) 
Heimlich Menudo / Buzz
– Bullethead Baloo (1991) … Buzz (voz) (acreditado como Ken Mars) / Heimlich Menudo (voz) (acreditado como Ken Mars)
– Baloo Thunder (1991) … Buzz (voz) (acreditado como Ken Mars) / Heimlich Menudo (voz) (acreditado como Ken Mars)
– Vowel Play (1990) … Heimlich Menudo (voz) (acreditado como Ken Mars)
1990 Falso romance (TV movie) 
Smokey
1990 Potsworth y compañía (TV series) 
Greystone Giant
– Rosie's Fuss Attack (1990) … Greystone Giant (voz)
– Save the Cave (1990) … Greystone Giant (voz)
– Rosie's Extra Sweet Day (1990) … Greystone Giant (voz)
– Dozer Quest (1990) … Greystone Giant (voz)
– King Potsworth (1990) … Greystone Giant (voz)
See all 13 episodes »
1990 New Kids on the Block (TV series) 
Additional Voices
– The Legend of the Sandman (1990) … Voces adicionales (acreditado como Ken Mars)
– The New Kids on the Old Block (1990) … Voces adicionales (acreditado como Ken Mars)
– Cowa-BONK-a (1990) … Voces adicionales (acreditado como Ken Mars)
– In Step... Out of Time! (1990) … Voces adicionales (acreditado como Ken Mars)
– Sheik of My Dreams (1990) … Voces adicionales (acreditado como Ken Mars)
See all 14 episodes »
1990 Primos lejanos (TV series) 
Alvin 'Ace' Atkins
– Call Me Indestructible (1990) … Alvin 'Ace' Atkins
1990 Tiny Toons (TV series) 
Flavio
– Hollywood Plucky (1990) … Flavio (voz) (acreditado como Ken Mars)
1990 Garfield y sus amigos (TV series) 
– Hound of the Arbuckles/U.S. Acres: Read Alert/Urban Arbuckle (1990) (voz / acreditado como Ken Mars)
1990 227 (TV series) 
Joe Bouiver
– Nightmare on 227 (1990) … Joe Bouiver
1990 El mágico mundo de Disney (TV series) 
Vulcan
– A DuckTales Valentine (1990) … Vulcan (voz)
1990 Timeless Tales from Hallmark (TV series) 
– Thumbelina (1990) (voz)
1990 Shades of LA (TV series) 
Tío Louie
1989 La sirenita 
Triton (voz)
1987-1989 Patoaventuras (TV series) 
Vulcan
– A DuckTales Valentine (1989) … Vulcan (voz) (acreditado como Ken Mars)
– Maid of the Myth (1987) (voz / acreditado como Ken Mars)
1989 Loca academia de policía VI 
The Mayor / The Mastermind
1989 Superagente 86 ataca de nuevo (TV movie) 
Cmdr. Drury
1988 The Adventures of Raggedy Ann & Andy (TV series) 
The Camel with the Wrinkled Knees
1988 Un cachorro llamado Scooby-doo (TV series) 
Voces adicionales
1988 Rented Lips 
Reverendo Farrell
1986-1988 Los pequeños Picapiedra (TV series) 
Narrador / Trash Man / Armored Car Robber #1 / …
– Philo's D-Feat/The Birthday Shuffle/Captain Cavedog (1988) … Narrador/Trash Man (voz)
– Freddy the 13th/A Midnight Pet Peeve/The Big Bedrock Bully Bash (1988) … Narrador (voz)
– Camper Scamper/Bone Voyage/The Cream-Pier Strikes Back (1988) … Narrator (voz)
– The Flintstone Fake Ache/Killer Kitty/Captain Knaveman (1987) … Narrator/Armored Car Robber #1/Museum Robber (voz)
– Bedrock N' Roll/Captain Cavepuppy/Greed It and Weep (1987) … Narrador (voz)
See all 16 episodes »
1988 Ilegalmente tuya 
Hal B. Keeler
1988 ¡La que hemos armado! 
Mr. Bobrucz
1985-1988 CBS Storybreak (TV series) 
– Raggedy Ann and Raggedy Andy and the Camel with the Wrinkled Knees (1988) (voz / acreditado como Ken Mars)
– Chocolate Fever (1985) (voz)
1987 Charles in Charge (TV series) 
Poppa Grudov
– A Date from Heck (1987) … Poppa Grudov
1987 Square One TV (TV series) 
Hans Balpeen
– Episodio #1.35 (1987) … Hans Balpeen
1987 Mathnet (TV series) 
Hans Balpeen
– Problem of the Trojan Hamburger (1987) … Hans Balpeen
1987 Días de radio 
Rabbi Baumel
1987 Top Cat and the Beverly Hills Cats (TV movie) (voz) 
1986 Potato Head Kids (TV series) 
Mr. Potato Head (1986) (voz) (acreditado como Ken Mars)
1986 Foofur (TV series) 
– Russian Through New York/Fritz Carlos Bombs Out (1986) (voz)
– This Little Piggy's on TV/Fencer's Freaky Friday (1986) (voz)
– A Royal Pain/Nothing to Sneeze At (1986) (voz)
1982-1986 Simon & Simon (TV series) 
Ben Dodge / Don Diablo / Fritz Markham / …
– The Case of Don Diablo (1986) … Ned Bartlett/Don Diablo (as Ken Mars)
– Family Forecast (1986) … Fritz Markham
– The Dead Letter File (1982) … Ben Dodge
1986 Teen Wolf (TV series) 
Mayor Marconi
– Leader of the Pack (1986) … Mayor Marconi (voice)
– The Werewolf Buster (1986) … Mayor Marconi (voice)
1985-1986 Dos contra el crimen (TV series) 
Burt Schneider / Gerald 'Jerry' Hardcastle
– Brother, Can You Spare a Crime? (1986) … Gerald 'Jerry' Hardcastle
– Too Rich and Too Thin (1985) … Burt Schneider
1986 Más allá de los límites de la realidad (TV series) 
Tooth Fairy (segment "Tooth and Consequences")
– The Elevator/To See the Invisible Man/Tooth and Consequences (1986) … Tooth Fairy (segment "Tooth and Consequences")
1986 The Adventures of the American Rabbit
Vultor/Buzzard (voz)
1985 Principe Jack
Lyndon Johnson
1985 The 13 Ghosts of Scooby-Doo (TV series) 
– It's a Wonderful Scoob (1985) (voz)
1985 Remington Steele (TV series) 
Douglas Veenhof
– Steele Blushing (1985) … Douglas Veenhof
1985 Los supersónicos (TV series) 
– Elroy in Wonderland (1985) (voz)
1985 Los rebeldes de la ciencia (TV series) 
Sen. Donner
– Deep Freeze (Piloto) (1985) … Sen. Donner
1985 Locura publicitaria 
A.J. Norbecker
1985 Fletch, el camaleón 
Stanton Boyd
1985 Se ha escrito un crimen (TV series) 
Hemsley Post
– Episodio "Footnote to Murder" (1985) … Hemsley Post
1984 Protocolo 
Lou
1981-1984 Magnum P.I. (TV series) 
Archie the Used Car Dealer / Joseph the Caretaker
– Fragments (1984) … Archie the Used Car Dealer
– The Woman on the Beach (1981) … Joseph the Caretaker
1984 Challenge of the GoBots (TV series) 
Voces adicionales
1984 The Duck Factory (TV series) 
– You Always Love the One You Hurt (1984)
1982-1984 Trapper John, M.D. (TV series) 
Dr. French / Malcolm Carrothers
– I Do, I Don't (1984) … Malcolm Carrothers
– The Good Life (1982) … Dr. French (as Ken Mars)
1984 Whiz Kids (TV series) 
Elwood Sellers
– The Lollypop Gang Strikes Back (1984) … Elwood Sellers
1983 The Biskitts (TV series) 
Fetch / Max / Snarl
– Turnaround Hound/A Dark and Stormy Knight (1983) … Max/Fetch/Snarl (voice)
– The Swamp Monster/May the Best Biskitt Win (1983) … Max/Fetch/Snarl (voice)
– The Moonpond/Fly Me to the Goon (1983) … Max/Fetch/Snarl (voice)
– The Trojan Biskitt/Snatched from Scratch (1983) … Max/Fetch/Snarl (voice)
– The Golden Biskitt/The Bone in the Stone (1983) … Max/Fetch/Snarl (voice)
See all 13 episodes »
1983 The Mississippi (TV series) 
Kraus
– Peace with Honor (1983) … Kraus
1983 Saturday Supercade (TV series) 
Quickclaw
– Episode #1.2 (1983) … Quickclaw (voice) (as Ken Mars)
– Episode #1.1 (1983) … Quickclaw (voice) (as Ken Mars)
1983 Los desmadrados piratas de Barba Amarilla 
Mr. Crisp and Verdugo
1983 Small & Frye (TV series) 
Grosso
– Pilot (1983) … Grosso
1983 The Dukes (TV series) 
– The Dukes in Switzerland (1983) (voice / as Ken Mars)
– The Dukes Do Paris (1983) (voice / as Ken Mars)
– The Dukes in Scotland (1983) (voice / as Ken Mars)
– The Dukes in Hong Kong (1983) (voice / as Ken Mars)
– The Dukes in Urbekistan (1983) (voice / as Ken Mars)
See all 13 episodes »
1983 Cagney y Lacey (TV series) 
Murray
– Episodio "Burn Out" (1983) … Murray
1982 Tucker's Witch (TV series) 
Mark Wyndham
– Terminal Case (1982) … Mark Wyndham
1982 Mork & Mindy/Laverne & Shirley/Fonz Hour (TV series) 
Sgt. Turnbuckle (voz)
1982 The Rules of Marriage (TV movie) 
Red Hewitt
1977-1982 Alice (TV series) 
Billy Joe / Dr. Lewis Evers
– Mel Wins by a Nose (1982) … Dr. Lewis Evers
– The Odd Couple (1977) … Billy Joe
1981 Laverne & Shirley in the Army (TV series) 
Sgt. Turnbuckle
– Invasion of the Booby Hatchers (1981) … Sgt. Turnbuckle (voice) (as Ken Mars)
1981 The Facts of Life (TV series) 
Mr. Harris
– Gossip (1981) … Mr. Harris
1981 Full Moon High
The Coach - Principal Cleveland
1980 Hart y Hart (TV series) 
Dr. Cobb
– Murder Is a Man's Best Friend (1980) … Dr. Cobb
1980 The Fonz and the Happy Days Gang (TV series) 
Voces adicionales
– King for a Day (1980) … Additional Voices (as Ken Mars)
1980 Barnaby Jones (TV series) 
William Tarkington IV
– The Killin' Cousin (1980) … William Tarkington IV
1979 Before and After (TV movie) 
Ben
1979 Carol Burnett & Company (TV series) 
Various
1979 The Apple Dumpling Gang Rides Again 
Marshal Woolly Bill Hitchcock
1979 Vive como quieras (TV movie) 
Mr. Kolenkhov
1979 Supertren (TV series) 
Turley
– The Queen and the Improbable Knight (1979) … Turley
1979 Heaven Only Knows (TV movie) 
1978 Goin' Coconuts 
Kruse
1978 America 2-Night (TV series) 
W.D. 'Bud' Prize
– Karen Black (1978) … W.D. 'Bud' Prize
– The El Tijo Ballet Co. (1978) … W.D. 'Bud' Prize
– New Talent (1978) … W.D. 'Bud' Prize
1978 Proyecto UFO: Investigación OVNI (TV series) 
Gus Shaftner
– Sighting 4005: The Medicine Bow Incident (1978) … Gus Shaftner
1978 Tabitha (TV series) 
Ducky Roberts
– Paul Goes to New York (1978) … Ducky Roberts
1977 Carter Country (TV series) 
Chief Thorpe
– Chief to Chief (1977) … Chief Thorpe
1977 Las tribulaciones del juez Franklin (TV series) 
Dr. Stanner
– Dream Maker (1977) … Dr. Stanner
1977 Fernwood 2 Night (TV series) 
W.D. 'Bud' Prize / Harold Mislap
– Episode #1.47 (1977) … W.D. 'Bud' Prize
– Episode #1.36 (1977) … W.D. 'Bud' Prize
– Episode #1.28 (1977) … W.D. 'Bud' Prize
– Episode #1.21 (1977) … W.D. 'Bud' Prize
– Episode #1.16 (1977) … W.D. 'Bud' Prize
See all 6 episodes »
1977 Colombo (TV series) 
Mike
– The Bye-Bye Sky High I.Q. Murder Case (1977) … Mike
1975-1977 La mujer policía (TV series) 
Manny Ziegler / Mort Barker
– Bondage (1977) … Manny Ziegler
– Cold Wind (1975) … Mort Barker
1977 Baa Baa Black Sheep (TV series) 
Padre de French
– Five the Hard Way (1977) … Padre de French
1977 Bunco (TV movie) (acreditado como Ken Mars) 
1976 La familia (TV series) 
Bob Fingerman
– Jury Duty: Part 2 (1976) … Bob Fingerman
– Jury Duty: Part 1 (1976) … Bob Fingerman
1976 Vida y milagros del Capitán Miller' (TV series) 
Mr. Callahan
– Evacuation (1976) … Mr. Callahan
1976 Señor Ángel (TV series) 
– Funny Fellow (1976)
1972-1976 Insight (TV series) 
Ben Lipton
– Blind Man's Bluff (1976)
– A Box for Mr. Lipton (1972) … Ben Lipton
1975 La mujer maravilla (TV series) 
Coronel Von Blasko
– Episodio "The New Original Wonder Woman" (1975) … Coronel Von Blasko
1974-1975 Harry O (TV series) 
Don Yorkfield / Dr. Mangram
– Tender Killing Care (1975) … Dr. Mangram
– Coinage of the Realm (1974) … Don Yorkfield
1975 M-U-S-H (TV series) 
Coldlips/Mayor Sideburns/Lupey/Coronel Flake/Gen. Upheavel (voz)
1975 Uncle Croc's Block (TV series) 
Sideburns/Coldlips/Coronel Flake/General Upheaval (voz) (acreditado como Ken Mars)
1975 La noche se mueve 
Nick
1975 The Bob Crane Show (TV series) 
Jack
– Mid-Term Blues (1975) … Jack
1975 Someone I Touched (TV movie) 
Paul Wrightwood
1975 Superman (TV movie) 
Max Mencken
1974 El jovencito Frankenstein
Inspector Kemp
1974 El último testigo
Will, antiguo agente del FBI
1974 Hello Mother, Goodbye! (TV movie) 
1970-1974 Love, American Style (TV series) 
Charlie Gibbs (segment "Love and the Patrolperson") / Darby Digby (segment "Love and the Newscasters") / Jake (segment "Love and the Good Samaritan") / …
– Love and the Extra Job/Love and the Flying Finletters/Love and the Golden Worm/Love and the Itchy Condition/Love and the Patrolperson (1974) … Charlie Gibbs (segment "Love and the Patrolperson")
– Love and the Missing Mister/Love and the Old Lover/Love and the Twanger Tutor (1973) … Walt (segment "Love and the Missing Mister")
– Love and the Happy Days/Love and the Newscasters (1972) … Darby Digby (segment "Love and the Newscasters")
– Love and the Lovesick Sailor/Love and the Mistress/Love and the Reincarnation/Love and the Sex Survey (1971) … Joe (segment "Love and the Mistress")
– Love and Las Vegas/Love and the Good Samaritan/Love and the Marriage Counselor (1970) … Jake (segment "Love and the Good Samaritan")
1973 Adivina quién duerme en mi cama (TV movie) 
Mitchell Bernard (acreditado como Ken Mars)
1973 Hawkins (TV series) 
Lester De Ville
– Murder in Movieland (1973) … Lester De Ville
1973 The Karen Valentine Show (TV movie) 
Eddie
1973 Steambath (Telefilme) 
Broker
1973 Aquí estoy otra vez (TV series) 
Jim Sutton
– It's Magic? (1973) … Jim Sutton
1973 Ironside (TV series) 
Adam Bronson
– Ollinger's Last Case (1973) … Adam Bronson (acreditado como Kenny Mars)
1971-1972 McMillan y esposa (TV series) 
Dr. Thursby / Mr. Buchanan
– Cop of the Year (1972) … Dr. Thursby (acreditado como Ken Mars)
– Murder by the Barrel (1971) … Mr. Buchanan
1972 The Paul Lynde Show (TV series) 
Fletcher
– Unsteady Going (1972) … Fletcher
1972 ¿Qué me pasa, doctor? 
Hugh Simon
1972 Second Chance (TV movie) 
Doctor Julius Roth
1971 Shepherd's Flock (TV movie) 
Jack Shepherd
1971 Personajes desesperados 
Otto Bentwood
1970 Esa chica (TV series) 
Capitán Gooney
– I Ain't Got Nobody (1970) … Capitán Gooney
1968-1970 El fantasma y la señora Muir (TV series) 
Ellsworth Gordon / Joshua T. Albertson
– Tourist, Go Home (1970) … Joshua T. Albertson
– Captain Gregg's Whiz-Bang (1968) … Ellsworth Gordon
1969 Viva Max
Dr. Sam Gillison
1969 Room 222 (TV series) 
Charles Shaffer
– Episodio "Clothes Make the Boy" (1969) … Charles Shaffer
1969 The Debbie Reynolds Show (TV series) 
Elia Stanislaus
– The Paper Butterfly (1969) … Elia Stanislaus
1969 Dos hombres y un destino
Marshal
1969 Locos de abril 
Les Hopkins
1969 Mannix (TV series) 
Mercer
– Episodio "Merry Go Round for Murder" (1969) … Mercer
1968 Los productores 
Franz Liebkind
1967-1968 Él y ella (TV series) 
Harry Zarakardos
– What's in the Kitty? (1968) … Harry Zarakardos
– Knock, Knock, Who's There? Fernando, Fernando Who? (1968) … Harry Zarakardos
– It's Not Whether You Win or Lose, It's How You Watch the Game (1968) … Harry Zarakardos
– What Do You Get for the Man Who Has Nothing? (1968) … Harry Zarakardos
– Along Came Kim (1968) … Harry Zarakardos
See all 18 episodes »
1967 Superagente 86 (TV series) 
Tom Orlando
– A Man Called Smart: Part 3 (1967) … Tom Orlando
1967 La ley del revólver (TV series) 
Clyde Hayes
– The Returning (1967) … Clyde Hayes
1965 The Trials of O'Brien (TV series) 
Barry Schweitzer
– Never Bet on Anything That Talks (1965) … Barry Schweitzer
1963 Act One 
Robert E. Sherwood (acreditado como Kenneth Moss)
1963 Patrulla 54 (TV series) 
Book Publisher
– The Loves of Sylvia Schnauser (1963) … Book Publisher
Kenneth Mars (Chicago, 4 de abril, 1935 - Granada Hills, 12 de febrero de 2011) fue un actor estadounidense. Apareció en varias temporadas de la serie de televisión Malcolm in the middle como Otto.